# Libra ghanesa
La libra fue la unidad monetaria de Ghana desde el 14 de julio de 1958 hasta el 19 de julio de 1965. Sustituyó a la libra de África Occidental británica a una tasa de 1 a 1. Esta nueva divisa se subdividía en 20 chelines, y cada chelín constaba de 12 peniques. El 19 de julio de 1965 la libra fue sustituida por el Cedi, a razón de 1 libra ghanesa = 2,40 cedis. El cedi se subdividía en 100 pesewas.

## Billetes
En 1958 fueron puestos en circulación billetes en denominaciones de diez chelines, una y cinco libras. Los dos billetes de mayor denominación fueron impresos hasta el año 1962, mientras que el de diez libras fue emitido hasta 1963.

## Monedas
Las monedas de la libra ghanesa fueron puestas en circulación en 1958. Las denominaciones de las mismas eran de 1⁄2, 1, 3, 6 peniques, 1 y 2 chelines.
| Denominación | Emisión | Material     | Forma    |
| ------------ | ------- | ------------ | -------- |
| ½ penique    | 1958    | Bronce       | Circular |
| 1 penique    | 1958    | Bronce       | Circular |
| 3 peniques   | 1958    | Cupro-Níquel | Lobulada |
| 6 peniques   | 1958    | Cupro-Níquel | Circular |
| 1 chelín     | 1958    | Cupro-Níquel | Circular |
| 2 chelines   | 1958    | Cupro-Níquel | Circular |